# 王全林
王全林（1928年1月—2007年9月26日），男，满族，吉林东辽人，中国全真派道士，曾任中国道教协会副会长，辽宁省道教协会会长，辽宁省政协常委。